# Esposizioni in Italia
Le esposizioni in Italia ebbero inizio durante l'epoca napoleonica e continuarono a svolgersi anche successivamente, giocando un ruolo importante nello sviluppo economico, industriale e culturale del paese. Questi eventi, dedicati alle arti e ai mestieri, erano modellati sulle esposizioni francesi e furono organizzati in varie città italiane.

## Periodo preunitario

### Regno d'Italia (1805-1814)
Le prime esposizioni industriali in Italia risalgono all'età napoleonica, quando eventi di questo tipo vennero organizzati per promuovere le arti, i mestieri e l'industria. L'iniziativa fu strettamente legata alla figura di Napoleone Bonaparte e alle celebrazioni organizzate in occasione delle sue visite e della sua incoronazione a re d'Italia.
Le esposizioni industriali in Italia durante l'età napoleonica rappresentarono un’importante occasione per promuovere le arti e i mestieri locali, incentivando l'innovazione e l'eccellenza nel campo delle belle arti e dell'industria. In particolare, gli eventi milanesi consolidarono l’importanza della città come centro culturale e industriale del Regno italico.

#### La prima esposizione di Torino (1805)
La prima esposizione italiana venne organizzata a Torino nell'aprile del 1805, in occasione del passaggio di Napoleone diretto a Milano per l’incoronazione. La Camera di commercio torinese, con una preparazione frettolosa, allestì l’evento presso la Corte d’Appello, con la partecipazione di 80 artefici e 33 artisti. Le sezioni espositive si suddividevano in:
- Belle arti, con categorie di pittura, scultura, modelli, incisione, disegno e architettura.
- Belle arti, manifatture e mestieri, aperta a poche imprese private e a manifatture pubbliche legate a istituti assistenziali o correzionali.
- Sezione miscellanea, che raccoglieva oggetti di vario genere.

#### Le successive esposizioni a Torino (1811 e 1812)
Negli anni successivi, Torino ospitò altre due esposizioni, rispettivamente nel 1811 e 1812. La prima si tenne nel palazzo dell’Accademia delle scienze, dove, a causa dello spazio limitato, oggetti d’industria e opere d’arte vennero esposti insieme. La seconda esposizione mise in evidenza opere artistiche rispetto ai prodotti industriali e naturali, mostrando una predominanza di dipinti, disegni e sculture.

#### Le esposizioni di Milano (1805-1814)
Le esposizioni annuali d’arti e mestieri di Milano furono le più rilevanti in età napoleonica. Istituzionalizzate nel 1805, vennero organizzate a partire dal 1806 e si tennero nel palazzo di Brera. La prima esposizione, inaugurata il 26 maggio 1805 per l'incoronazione di Napoleone, riscosse un ampio consenso, con la partecipazione di 115 artefici e 70 artisti. Le esposizioni milanesi si distinguevano per l’ampio spazio dedicato alle attività produttive. Ogni anno, il 15 agosto, giorno del genetliaco dell’imperatore, venivano aperte al pubblico con intenti celebrativi. La selezione e il giudizio delle opere esposte erano affidati a una commissione composta da membri dell’Istituto nazionale, l’accademia scientifica del Regno italico, che premiava i partecipanti con medaglie d'oro, d'argento e menzioni onorevoli. I partecipanti dovevano presentare la propria candidatura al prefetto del dipartimento di appartenenza, corredata di una memoria illustrativa e di eventuali disegni. Una commissione dipartimentale valutava le domande e le trasmetteva al ministero dell'Interno, dove una commissione centrale giudicava le invenzioni e i miglioramenti meritevoli di premiazione.

### Regno Lombardo Veneto
Nel Lombardo-Veneto, sotto il dominio austriaco, le esposizioni industriali proseguirono nelle capitali Milano e Venezia, con un’alternanza annuale tra le due città. A partire dal 1838, con la divisione dei corpi accademici tra le due città, l’Istituto della città ospitante si occupava della valutazione e dell’assegnazione dei premi, coinvolgendo tutto il regno. Queste esposizioni si rivolgevano sia agli artigiani che agli industriali, con l’obiettivo di stimolare la produzione locale e regionale.

### Regno delle Due Sicilie
A Napoli, Ferdinando I di Borbone affidò all'Istituto di incoraggiamento l’organizzazione delle esposizioni industriali. Quest'istituzione svolgeva un ruolo simile a quello di un moderno ente fieristico, con manifestazioni annuali dal 1822 al 1827, poi biennali fino al 1842 e infine quinquennali. Sebbene il governo incoraggiasse la partecipazione, il tessuto produttivo locale si dimostrò spesso riluttante a esporre. Nel 1830 venne emanato un regolamento che minacciava la revoca dei privilegi per chi si rifiutava di partecipare. Solo gli espositori potevano aspirare ad ottenere privative industriali.

### Regno di Sardegna
Il Regno di Sardegna riprese le esposizioni industriali a Torino nel 1829, su iniziativa della Camera di commercio. La prima esposizione si tenne presso il Castello del Valentino e vide la partecipazione di 502 espositori in 30 categorie. Le esposizioni triennali, e poi eseguite a cadenza semestrale, erano viste come occasioni per valutare l'impatto delle innovazioni tecnologiche e censire il patrimonio industriale. Dal 1832 ogni oggetto esposto doveva essere accompagnato da una relazione dettagliata, evidenziando l’importanza della conoscenza tecnica.

### Granducato di Toscana
Nel Granducato di Toscana, l’Accademia dei Georgofili organizzò la prima Esposizione di arti e manifatture toscane nel 1838. Le esposizioni proseguirono con il patrocinio del Granduca e cadenza triennale fino al 1857, concentrandosi principalmente sull’ambito agricolo. Le manifestazioni erano tenute nella sede delle Cascine di Firenze e rispecchiavano l'interesse del Granducato per l’agricoltura e le arti manifatturiere.

### Il Primo Congresso dell’Industria Italiana
L’idea di un’esposizione industriale di respiro nazionale nacque ai Congressi degli scienziati italiani a partire dal 1845. Durante l'ottavo congresso, a Genova nel 1846, Pasquale Stanislao Mancini propose una rassegna che celebrasse il progresso industriale italiano. Il progetto fu accolto e sostenuto da oltre sessanta scienziati e portò all’organizzazione della prima Esposizione generale dell’industria italiana nel 1847, ospitata a Venezia. L’evento però vide una partecipazione modesta, con soli 64 espositori, per lo più locali.

### Evoluzione delle Esposizioni e Settorializzazione
Negli anni Quaranta e Cinquanta dell’Ottocento, con l'aumento della produzione industriale, le esposizioni iniziarono a includere una maggiore varietà di oggetti industriali. Contestualmente, si svilupparono manifestazioni specializzate, dedicate esclusivamente all’agricoltura e promosse non solo dai governi ma anche da gruppi di possidenti, imprenditori e studiosi. Tali eventi si rivolgevano a un pubblico differente rispetto alle tradizionali esposizioni di arti e industria, segnando un’evoluzione verso una maggiore settorializzazione e specializzazione.

## Periodo di trasformazione (1851-1860)
Durante gli anni 1851-1860, l’organizzazione e l’impatto delle esposizioni industriali internazionali subì una notevole trasformazione, con l’Inghilterra e la sua Grande Esposizione di Londra del 1851 come epicentro del cambiamento. Questo evento segnò il passaggio da esposizioni prevalentemente nazionali a una dimensione internazionale. Inaugurata il primo maggio, la Grande Esposizione ospitò 7531 espositori britannici e 6556 espositori internazionali, con oltre centomila articoli esposti in trenta categorie. Il Palazzo di Cristallo in cui venne ospitata l'esposizione divenne simbolo di modernità e spettacolo, e l’evento ebbe un grande impatto sia sul pubblico comune che sulle delegazioni internazionali.
L’Italia partecipò solo marginalmente, con il Regno di Sardegna a rappresentare ufficialmente l'area italiana grazie a uno stand dedicato. Gli espositori italiani, provenienti principalmente da Piemonte, Lombardia, Toscana e Stato Pontificio, si fermarono a 273. Il Regno delle Due Sicilie non partecipò, in parte a causa della sua chiusura alle influenze esterne.
Le esposizioni italiane di quegli anni si espansero soprattutto grazie all’influenza di figure come Filippo Corridi, direttore dell'Istituto tecnico toscano, che preparò le esposizioni di Firenze del 1850 e del 1854 ispirandosi a quelle di Londra e Parigi. Nel Regno delle Due Sicilie, la Solenne Pubblica Esposizione di Arti e Manifatture del 1853 registrò una partecipazione insolita con oltre trecento espositori, segnando una delle poche occasioni in cui l'industria locale si presentò con una significativa rappresentanza.
Nel Regno di Sardegna, le esposizioni ebbero anche il ruolo di censire e promuovere il settore industriale locale. L’Esposizione di Genova del 1854, celebrata per l’apertura della linea ferroviaria tra Torino e Genova, vide Camillo Benso, conte di Cavour impegnato a consolidare il consenso delle forze produttive attorno a una politica di libero scambio e modernizzazione economica.
Un evento importante per il Piemonte fu l'Esposizione di Torino del 1858, originariamente pensata come evento mondiale ma che infine si limitò a una Esposizione universale della seta, con l’intento di rilanciare il settore serico. L'evento segnò una svolta anche nel sistema espositivo italiano, con il finanziamento statale e l’istituzione di nuove categorie merceologiche che offrivano prodotti accessibili anche alle classi popolari.
Nel Regno Lombardo-Veneto, invece, il regime militare limitò l'influenza delle manifestazioni internazionali. Tuttavia, alcune città risposero alle direttive governative per promuovere esposizioni provinciali. La città di Brescia organizzò un’importante esposizione nel 1857, concepita come inventario del patrimonio economico locale. Il progetto fu lodato da Giuseppe Sacchi, che vi intravedeva un’occasione per unificare le esposizioni locali in un evento di portata lombarda o veneta, evidenziando l’utilità di queste iniziative per la valorizzazione dei prodotti regionali.
Il decennio si chiuse con un aumento della partecipazione italiana alle esposizioni provinciali e nazionali, come l’Esposizione di Verona del 1856, dedicata all’agricoltura, industria e belle arti. Questi eventi divennero vetrine delle produzioni locali, stimolando lo sviluppo economico e favorendo la diffusione delle innovazioni tecnologiche.

## Nuove esposizioni per una nuova nazione (1861-1880)
Con l'unità d'Italia nel 1861, lo Stato italiano trovò nelle esposizioni nazionali uno strumento per celebrare il mito fondativo della nazione. Le esposizioni ebbero un ruolo pedagogico e servirono come mezzo per promuovere una cultura tecnologica e diffondere i valori del positivismo. Le esposizioni internazionali mostrarono il nuovo Stato italiano al mondo, mentre quelle nazionali permisero agli italiani, specialmente imprenditori e intellettuali, di rafforzare l'identità nazionale.
Sebbene modeste, queste esposizioni contribuirono a sviluppare una consapevolezza sulla necessità di riflettere con realismo la situazione produttiva italiana. A tal fine, gli eventi si rivelarono utili per delineare le basi di una cultura industriale più radicata, evidenziando l'importanza delle esposizioni per rappresentare fedelmente le capacità produttive del Paese e stimolare il progresso industriale.

### La Prima Esposizione Nazionale di Firenze (1861)
Organizzata a Firenze, questa esposizione rappresentò la prima occasione per celebrare lo Stato unitario. Promossa da Quintino Sella e finanziata con 700.000 lire, fu allestita nell'ex scalo ferroviario della linea Leopolda, trasformato dall'architetto Giuseppe Martelli in uno spazio espositivo imponente. Tuttavia, i costi di riadattamento dell'edificio superarono le previsioni, portando a un ulteriore intervento finanziario dello Stato per coprire il deficit. L’esposizione, suddivisa in 24 classi, presentava una vasta gamma di prodotti agricoli e industriali, riflettendo il dominio del settore agroalimentare nell’economia italiana. Con 8.533 espositori, di cui 3.452 toscani, la mostra mise in luce le carenze dell'industria italiana, segnando al contempo la celebrazione dell'unità nazionale.

### Partecipazione Italiana all’Esposizione Internazionale di Londra (1862)
La manifestazione di Firenze servì da trampolino per l'organizzazione della partecipazione italiana all'Esposizione internazionale di Londra nel 1862. Con un comitato centrale italiano a Torino e un fondo di oltre 1.200.000 lire, l'Italia riuscì a partecipare con 2.503 espositori, posizionandosi tra i principali partecipanti dopo la Francia. La partecipazione a Londra evidenziò la volontà del governo italiano di promuovere l'industria nazionale a livello internazionale, permettendo agli italiani di apprendere nuove tecniche produttive come il processo Bessemer per l'acciaio e le innovazioni nella chimica di sintesi.

### Esposizioni Locali e la Ripresa delle Esposizioni Nazionali
A seguito delle difficoltà economiche dovute al deficit della manifestazione fiorentina e alla Terza Guerra d'Indipendenza, l’Italia non organizzò altre esposizioni nazionali fino al 1871. Tuttavia, alcune manifestazioni locali furono sostenute dalle Camere di commercio e da istituzioni pubbliche e private. Nel 1871, si tennero due esposizioni di portata nazionale a Torino e Milano. L'Esposizione di Torino, progettata per celebrare l'apertura del traforo del Fréjus, anticipata a causa del completamento anticipato dei lavori, fu ospitata nel Museo Industriale e ridimensionata a “campionaria” a causa della limitata disponibilità di spazio. A Milano, invece, l'Associazione Industriale Italiana organizzò un evento dedicato alle costruzioni e alle arti usuali, con 1.190 espositori e circa novantamila visitatori.

## Boom delle esposizioni (1881-1911)
Il periodo compreso tra il 1881 e il 1911 segna un'intensa fase di esposizioni nazionali e internazionali in Italia, caratterizzata da un fervente desiderio di mostrare i progressi industriali e culturali del Paese. Questa "isteria espositiva" si sviluppò in risposta ai modelli di altre manifestazioni europee, come l'Esposizione universale di Parigi del 1878.
L'epoca delle esposizioni in Italia tra il 1881 e il 1911 rappresenta un momento cruciale per il Paese, segnato dal desiderio di affermare l'unità nazionale e il progresso industriale. Le manifestazioni contribuirono a forgiare un'identità nazionale e a proiettare l'Italia sulla scena internazionale, nonostante le sfide economiche e politiche del tempo.

### Esposizione Nazionale di Milano (1881)
L'idea di una nuova esposizione nazionale emerse nel 1878 a Milano, stimolata dalla scarsa partecipazione italiana all'Esposizione universale di Parigi. Dopo la creazione di un comitato esecutivo nel 1880, l'Esposizione nazionale di Milano aprì i battenti il 6 maggio 1881. Ospitata tra i giardini pubblici di Porta Venezia e Villa Reale, la manifestazione attirò circa 1,5 milioni di visitatori e coinvolse oltre 7.000 espositori, principalmente lombardi. L'evento divenne un simbolo del progresso e contribuì a costruire l'immagine di Milano come "capitale morale" d'Italia.

### Esposizione Generale di Torino (1884)
Nel 1884, Torino ospitò un'altra importante rassegna, sostenuta dalla Società promotrice dell’industria nazionale. Con un'organizzazione che coinvolse migliaia di partecipanti, l'esposizione celebrò l'unità nazionale, presentando una mostra sul Risorgimento. Con oltre 14.000 espositori e circa 3 milioni di visitatori, l'evento si rivelò un grande successo.

### Esposizione di Palermo (1891-1892)
Dopo diversi tentativi falliti, nel 1888 fu proposta un'esposizione a Palermo, con l'obiettivo di dimostrare i vantaggi del protezionismo economico. La mostra, aperta dal 15 novembre 1891 al 7 giugno 1892, contò 7.000 espositori e si concentrò principalmente su temi regionali, pur mantenendo un carattere prevalentemente locale.

### Esposizioni Riunite di Milano (1894)
Nel 1894, Milano ospitò un insieme di undici esposizioni, comprendente temi vari come arte, sport e industria. La manifestazione, che si tenne nel Castello Sforzesco e nel parco del Sempione, attirò oltre 2 milioni di visitatori, evidenziando la capacità organizzativa della classe dirigente milanese.

### Esposizione Generale di Torino (1898)
L'Esposizione generale di Torino del 1898 celebrò il progresso industriale italiano e il cinquantenario dello Statuto albertino. Con 8.000 espositori e 3,5 milioni di visitatori, l'evento dimostrò la vitalità dell'industria nazionale e l'importanza della città di Torino nel processo di industrializzazione.

### Esposizione Internazionale di Milano (1906)
Il vertice delle esposizioni italiane fu l'Esposizione internazionale di Milano del 1906, che celebrò l'apertura del traforo del Sempione. Con una superficie espositiva di un milione di metri quadri e la partecipazione di paesi di tutto il mondo, l'evento si concentrò sui progressi tecnologici nei settori dei trasporti e delle telecomunicazioni.

### Celebrazioni del Cinquantenario dell’Unità d’Italia (1911)
Nel 1911, per commemorare il cinquantenario dell'Unità d'Italia, si svolsero diverse esposizioni a Torino, Firenze e Roma. L'Esposizione internazionale delle industrie e del lavoro a Torino presentò i progressi industriali della nazione, attirando oltre 7,4 milioni di visitatori. Il successo dell'Esposizione di Torino può essere misurato comparandola a quella di Milano 2015, la prima esposizione mondiale tenutasi in Italia dopo la prima guerra mondiale. 21 milioni di persone visitarono Expo 2015 a Milano, 16 volte la popolazione di Milano a quel tempo (1337155 abitanti al 1 gennaio 2015, dati ISTAT). Torino ebbe 7,4 milioni di visitatori, corrispondenti a 18 volte la popolazione di Torino in quell'anno.

## Esposizioni tra le guerre mondiali (1912-1945)
Il periodo compreso tra le due guerre mondiali ha visto un'evoluzione significativa delle esposizioni in Italia, caratterizzate da un forte legame con le politiche fasciste e la propaganda del regime. Dopo l'Esposizione internazionale di Milano del 1906, l'Esposizione internazionale di Torino del 1911 e la Mostra del Novecento a Milano nel 1923, si cercò di presentare l'Italia come una nazione moderna e industrializzata. Nel 1933, la Mostra delle Industrie e del Lavoro a Roma rifletté l'interesse del regime per il progresso economico e tecnologico, mentre l'Esposizione Universale di Roma del 1942, pianificata per celebrare venti anni di fascismo, fu annullata a causa della Seconda Guerra Mondiale. Le esposizioni di questo periodo si caratterizzarono per una forte componente ideologica, che cercava di affermare il potere e l'unità nazionale.

## Esposizioni della nuova repubblica (1945-1999)
Dopo la Seconda Guerra Mondiale, le esposizioni in Italia assunsero un nuovo significato, riflettendo il desiderio di rinascita e ricostruzione del Paese. L'Esposizione internazionale del lavoro di Torino nel 1950 e l'Esposizione internazionale del 1961 a Torino, dedicata alla cultura, al progresso e all'unità europea, segnarono un momento di ripresa economica. Negli anni '70 e '80, esposizioni come il Salone del Mobile di Milano divennero punti di riferimento per il design e l'innovazione, mentre l'Esposizione internazionale di Firenze del 1980 celebrò l'arte e la cultura italiana. Questo periodo vide un'attenzione crescente verso temi sociali, culturali e ambientali, con esposizioni che cercavano di riflettere i cambiamenti in corso nella società italiana.

## Nuovo secolo di esposizioni (2000-oggi)
Con l'inizio del nuovo millennio, le esposizioni in Italia hanno continuato a evolversi, adattandosi alle nuove sfide globali e alle tecnologie emergenti. L'Expo 2015 a Milano, dedicato al tema "Nutrire il Pianeta, Energia per la Vita", ha rappresentato un'importante vetrina per l'innovazione agricola e la sostenibilità, attirando oltre 21 milioni di visitatori. Negli anni successivi, eventi come il Salone del Mobile e la Biennale di Venezia hanno continuato a posizionare l'Italia come un centro di eccellenza nel design, nell'arte e nella cultura. Le esposizioni contemporanee si concentrano sempre più su tematiche globali, come la sostenibilità ambientale, l'inclusione sociale e la cooperazione internazionale, riflettendo l'importanza di affrontare le sfide del XXI secolo.

### Milano 2015
L'Expo Milano 2015, tenutosi dal 1 maggio al 31 ottobre, è stata un'esposizione universale dedicata al tema "Nutrire il Pianeta, Energia per la Vita". L'evento ha riunito 145 paesi e ha attratto circa 21 milioni di visitatori, presentando pavilions e installazioni che esploravano le sfide globali legate all'alimentazione e alla sostenibilità. Attraverso eventi culturali, conferenze e laboratori, Expo Milano 2015 ha promosso un dialogo internazionale su agricoltura, nutrizione e innovazione, contribuendo a sensibilizzare l'opinione pubblica sulle questioni alimentari e ambientali. La manifestazione ha lasciato un'eredità significativa in termini di infrastrutture e iniziative legate alla sostenibilità, con l'intento di ispirare azioni concrete per un futuro migliore.